# بي 41 (قنبلة نووية)

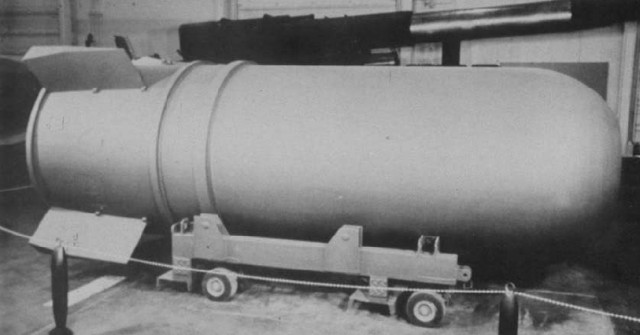
غلاف القنبلة النووية B-41

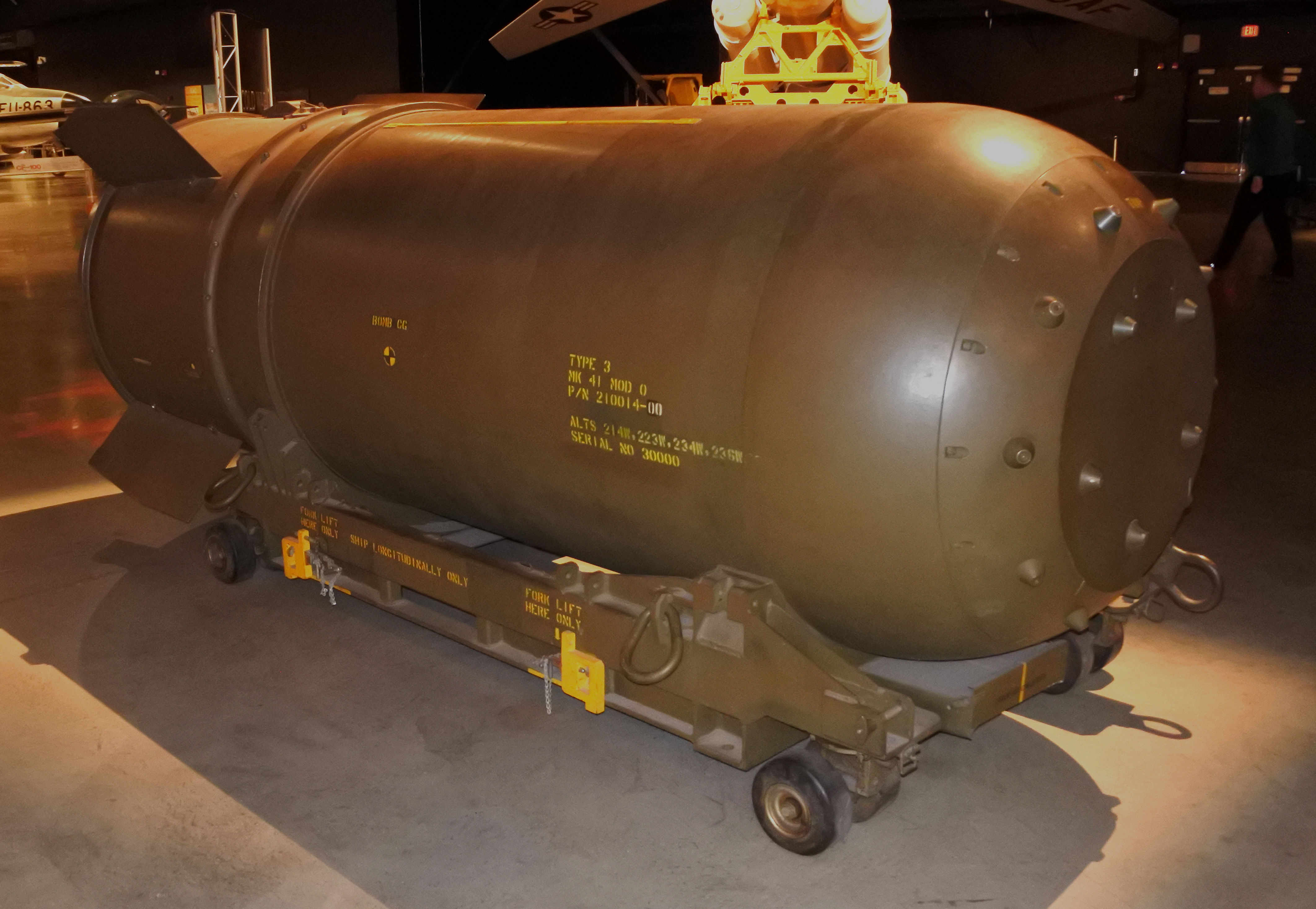
القنبلة النووية 41 في المتحف الوطني للقوات الجوية للولايات المتحدة

بي 41 B-41 (المعروفة أيضا باسم مارك 41) هو سلاح حراري نووي تم نشره من قبل القوات الجوية الأمريكية في أوائل الستينيات. كانت أقوى قنبلة نووية تم تطويرها من قبل الولايات المتحدة وكان أقصى إنتاج لها 25 ميقاطن. كانت القنبلة B-41 هي السلاح النووي الحراري المكون من ثلاث مراحل في الولايات المتحدة.

## التطوير
بدأ تطوير B-41 في عام 1955 بطلب من القوات الجوية الأمريكية لسلسلة B (عالية الإنتاجية وأكثر من 10000 رطل أو 4500 كجم). واستندت إلى جهاز اختبار «(الباسون)» الذي تم إطلاقه لأول مرة في اختبار عملية الجناح الأحمر في 27 مايو 1956. تم إلغاء نسخة الرؤوس الحربية للقذيفة من طراز صاروخ باليستي عابر للقارات في عام 1957 بينما كانت لا تزال في مرحلة التصميم.